# Năm chiến hữu
Năm chiến hữu (tựa gốc tiếng Anh: Da 5 Bloods) là một bộ phim chính kịch chiến tranh của Mỹ năm 2020 do Spike Lee đạo diễn, sản xuất và đồng biên kịch. Phim có sự tham gia của Delroy Lindo, Jonathan Majors, Clarke Peters, Johnny Trí Nguyễn, Norm Lewis, Isiah Whitlock Jr., Mélanie Thierry, Paul Walter Hauser, Jasper Pääkkönen, Jean Reno và Chadwick Boseman (bộ phim cuối cùng được phát hành trong cuộc đời của anh). Cốt truyện của phim theo sau một nhóm bốn cựu chiến binh già trong chiến tranh Việt Nam trở về đất nước để tìm kiếm hài cốt của người lãnh đạo đội đã ngã xuống của họ, cũng như kho báu mà họ chôn cất khi phục vụ ở đó.
Được viết bởi Danny Bilson và Paul De Meo vào năm 2013, kịch bản đã được Lee và Kevin Willmott làm lại sau sự hợp tác thành công của cặp đôi trong BlacKkKlansman (2018). Dàn diễn viên tham gia vào tháng 2 năm 2019 và quá trình quay phim bắt đầu sau đó một tháng, kéo dài đến tháng 6 và diễn ra ở Đông Nam Á. Với kinh phí sản xuất 35–45 triệu USD, đây là một trong những bộ phim đắt nhất của Lee.
Bộ phim được Netflix phát hành vào ngày 12 tháng 6 năm 2020. Phim nhận được sự hoan nghênh từ các nhà phê bình, những người ca ngợi đạo diễn, chủ đề và màn trình diễn của Lindo và Boseman, với nhiều người coi đây là một trong những tác phẩm hay nhất của Lee. Bộ phim đã nhận được nhiều lời khen ngợi, bao gồm cả đề cử Giải thưởng Viện hàn lâm cho Nhạc phim xuất sắc nhất và Giải thưởng của Hiệp hội Diễn viên Màn ảnh cho Diễn xuất xuất sắc của một diễn viên trong Điện ảnh, và được National Board of Review vinh danh là Phim hay nhất năm 2020 .

## Nội dung
Năm 1971, trong chiến tranh Việt Nam, một nhóm lính Mỹ gốc Phi có biệt danh "Bloods" bao gồm Paul, Otis, Eddie, Melvin và Norman được cử đến chỗ xác một chiếc máy bay C-47 của CIA để lấy thùng vàng thỏi trên máy bay. Nhóm Bloods quyết định chiếm số vàng cho riêng họ và chôn chúng để sau này họ quay lại lấy. Tuy nhiên Norman bị chết trong đợt tấn công của quân du kích Việt Nam, nhóm Bloods cũng không thể tìm ra số vàng sau khi bom Napalm được ném xuống vị trí họ đánh dấu.
Năm 2019, Paul, Otis, Eddie và Melvin gặp nhau tại Thành phố Hồ Chí Minh. Người ta đã tìm thấy đuôi của chiếc máy bay C-47 năm xưa, với thông tin mới này, nhóm Bloods lên kế hoạch đi tìm số vàng và hài cốt của Norman. Otis gặp lại bạn gái cũ là Tiên, người tiết lộ rằng ông chính là bố của con gái cô. Tiên giới thiệu nhóm Bloods với Desroche, một doanh nhân người Pháp đồng ý giúp cả nhóm buôn lậu số vàng ra khỏi Việt Nam khi họ tìm được chúng. David, con trai của Paul, cũng đến Việt Nam để đi cùng nhóm Bloods.
Vinh, một hướng dẫn viên được thuê bởi nhóm Bloods, dẫn cả nhóm đến vùng nông thôn. Sau khi gây gổ với người bán gà ở chợ nổi, Paul thừa nhận rằng ông bị hậu chấn tâm lý. Tại quán bar, David gặp Hedy Bouvier, nhà sáng lập LAMB - tổ chức chuyên dọn dẹp bom mìn. Ngày hôm sau, Vinh đưa nhóm Bloods vào rừng và nói rằng anh sẽ đón họ trong vài ngày nữa. Ban đêm, Paul phát hiện khẩu súng lục trong balô của Otis và có cuộc tranh cãi với Otis. Cuối cùng cả nhóm tìm được số vàng trên ngọn đồi, họ cũng tìm ra hài cốt của Norman. Eddie thú nhận rằng ông đã phá sản, đồng thời nhắc cả nhóm nhớ kế hoạch của Norman là dùng số vàng để giải phóng người da đen ở Mỹ.
Eddie đạp phải một quả mìn và bị chết. David cũng đạp phải một quả mìn khác nhưng nó chưa phát nổ, Hedy cùng với hai người bạn Simon và Seppo Havelin xuất hiện và giúp những người khác kéo David ra khỏi quả mìn một cách an toàn. Paul sau đó bắt trói ba người Pháp, lo sợ họ sẽ báo cáo việc đào vàng cho chính quyền. Ban đêm, Seppo bỏ chạy trong khi David giật khẩu súng Paul đang giữ. Khi nhóm Bloods gặp lại Vinh, một nhóm côn đồ có súng yêu cầu họ giao nộp số vàng để đổi lấy Seppo đang bị chúng bắt giữ. Một cuộc ẩu đả diễn ra, David bị bắn trúng chân, Seppo chết do đạp phải quả mìn, bọn côn đồ bị giết nhưng tên cầm đầu là Quân đã bỏ chạy. Vinh đề nghị mọi người đến ngôi đền bỏ hoang gần đó để ẩn náu. Paul lấy phần vàng của riêng ông và đi vào rừng một mình. Nhóm Bloods đồng ý chia vàng cho Vinh, Hedy và Simon vì những rắc rối mà họ phải chịu.
Phim tiết lộ rằng năm xưa Norman chết là do Paul vô tình bắn trúng anh ta, từ đó Paul luôn có mặc cảm tội lỗi. Quân dẫn thêm nhiều đồng bọn đến, chúng bắt được Paul và bắn chết ông. Desroche cùng với bọn côn đồ đến ngôi đền để tìm những người còn lại. Một trận đấu súng diễn ra, cuối cùng Desroche và đám thuộc hạ đều bị giết chết. Melvin cũng chết vì cứu mạng Otis khỏi một quả lựu đạn.
David và Otis chia số vàng ra. Phần vàng của Melvin được gửi về cho vợ con của ông, phần vàng của Eddie được gửi vào tổ chức Black Lives Matter. Hedy và Simon quyên góp phần vàng của họ vào tổ chức LAMB. Hài cốt của Norman được quân đội Mỹ đưa về nước. David đọc một lá thư của Paul để lại, trong thư Paul tâm sự rằng ông luôn thương yêu anh. Otis ghé thăm Tiên và dành sự yêu thương cho con gái ông.

## Diễn viên
- Delroy Lindo trong vai Paul
- Jonathan Majors trong vai David
- Clarke Peters trong vai Otis
- Norm Lewis trong vai Eddie
- Isiah Whitlock Jr. trong vai Melvin
- Johnny Trí Nguyễn trong vai Vinh
- Mélanie Thierry trong vai Hedy Bouvier
- Paul Walter Hauser trong vai Simon
- Jasper Pääkkönen trong vai Seppo Havelin
- Chadwick Boseman trong vai "Stormin'" Norman Earl Holloway
- Jean Reno trong vai Desroche
- Ngô Thanh Vân trong vai Hanoi Hannah
- Lê Y Lan trong vai Tiên
- Nguyễn Ngọc Lâm trong vai Quân
- Sandy Hương Phạm trong vai Michon

## Sản xuất
Phim dưới sự chỉ đạo của đạo diễn của Spike Lee, được sản xuất bởi 40 Acres and a Mule Filmworks từ ngày 23 tháng 3 năm 2019 tại 2 quốc gia Việt Nam và Thái Lan.